# Тудовка
Ту́довка, Молодой Туд — река на северо-западе европейской части Российской Федерации, в Тверской области, правый приток Волги. Протекает по территории Нелидовского, Селижаровского, Оленинского и Ржевского районов.
Длина — 103 км, площадь бассейна — 1140 км², расход воды — 8,5 м³/с.
Исток реки — родник близ деревни Туд Нелидовского района Тверской области. В верховьях река течёт по территории Центрально-Лесного заповедника. Течение слабое, берега заболочены.
В среднем течении скорость реки увеличивается, в русле появляются камни и перекаты. Ширина увеличивается до 30—40 метров. По берегам реки — живописный лес.
В нижнем течении за большим селом Молодой Туд река успокаивается и ещё расширяется. Тудовка впадает в Волгу ниже Бенских порогов.
Река пользуется популярностью у рыбаков и туристов-водников.

## Данные водного реестра
По данным государственного водного реестра России относится к Верхневолжскому бассейновому округу, водохозяйственный участок реки — Волга от Верхневолжского бейшлота до города Зубцов, без реки Вазуза от истока до Зубцовского гидроузла, речной подбассейн реки — бассейны притоков (Верхней) Волги до Рыбинского водохранилища. Речной бассейн реки — (Верхняя) Волга до Куйбышевского водохранилища (без бассейна Оки).
Код объекта в государственном водном реестре — 08010100412110000000601.

## Притоки
(расстояние от устья)

| - 9,1 км: река Рясинка (лв) - 17 км: река Горенка (лв) - 25 км: река Оболонка (лв) - 28 км: река Дубенка (пр) | - 32 км: река Слатенка (пр) - 50 км: река Скоковка (лв) - 51 км: река Ночна (пр) - 54 км: река Городенка (лв) | - 79 км: река Трясянка (лв) - 86 км: река Ночная (лв) |